# William Paley
William Paley (Peterborough, 14 luglio 1743 – Lincoln, 25 maggio 1805) è stato un filosofo e teologo inglese, pastore anglicano.

## Pensiero
Nell'opera Principles of Moral and Political Philosophy (1785) argomentò a favore del vegetarianismo etico, sostenendo che l'intero genere umano potrebbe evitare di uccidere gli animali, dato che, a differenza di altre specie, ha la possibilità di vivere in buona salute senza nutrirsi di carne.
Paley è soprattutto noto per l’introduzione dell’analogia dell’orologiaio per dimostrare l’esistenza di Dio. Paley scrive che se viene ritrovato un orologio, è più ragionevole pensare che qualcuno l'abbia dimenticato e che sia stato fatto da un orologiaio, e non da forze naturali. 
(William Paley, Natural Theology: or Evidences of the Existence and Attributes of the Deity, Collected from the Appearances of Nature. 1802.)
Paley continua, sostenendo che la struttura complessa delle cose viventi e i notevoli adattamenti delle piante e degli animali richiedano un disegnatore intelligente.